# Hankido
Hankido é uma arte marcial sul-coreana, desenvolvida por Myung Jae Nam na década de 1980, a partir do hapkido.

## Etimologia
O nome hankido é uma mistura de "hankuk" (a palavra coreana para o país) e "hapkido". A palavra hankido é escrita frequentemente como "han" em coreano arcaico, onde a letra "a" (ㅏ) é escrita como a. 
A palavra hankido na verdade consiste em três palavras diferentes:
- Han (한 / 韓): Coreia, cultura e mentalidade coreana.
- Ki (기 / 氣): Ki (energia vital)
- Do (도 / 道): o caminho

Pode-se dizer que o hankido é: O caminho do povo coreano para desenvolver sua energia interna.

## História
O Hankido é um estilo relativamente novo de hapkido, desenvolvido recente pelo "Kuksanim" Myung Jae Nam. Myung Jae Nam estudou o hapkido tradicional com Ji Han Jae que formou a base desta nova arte. O hapkido tradicional consiste em algo em torno de 3000 técnicas, mas os discípulos de Myung queriam algo mais, algo que pudesse ser um tema de estudo inesgotável dentro de sua arte marcial. Com isto, Myung Jae Nam, depois do conta(c)to com um mestre de aikido japonês, chegando inclusive a ser o representante daquela arte na Coreia, desenvolveu o seu próprio estilo de certa forma baseado no hapkido e no aikido.
Também é sabido que o povo coreano, devido a ocupação japonesa, é muito averso a ideias e pensamentos oriundas do Japão, então, Myung Jae Nam decidiu dar a sua nova arte um nome coreano que melhor correspondesse à a mentalidade coreana.
Myung Jae Nam teve contatos com o japonês Aikikai e escreveu um livro no qual ele explica tanto o aikido quanto o hapkido. O livro também caracteriza um quadro de Morihei Ueshiba (o fundador de aikido).
Durante os anos 70 ele era o representante oficial na Coreia para o Aikikai. Myung Jae Nam começou o desenvolvimento do estilo hankido na década de 1980.
Este novo estilo de hapkido é facilmente reconhecido por seus movimentos elegantes, circulares que o praticante de hankido usa para adquirir o controle do seu oponente. É claro que isto está em parte devido ao fato que o hankido tem suas raízes em parte em aikido, mas também devido ao fato que Myung Jae Nam que era um dançarino talentoso misturando as técnicas com dança coreana tradicional. Esta parte de hankido é chamada: Moo Yae Do Bub (무예도법).
O Hankido foi introduzido primeiro oficialmente durante os Primeiros Jogos de H.K.D Internacionais em Seul, Coreia do Sul. O desenvolvimento de hankido não parou lá, e nos anos que se passaram depois da introdução do hankido este perdeu algumas de suas características mais duras. Myung Jae Nam visitou a Europa e os Estados Unidos para promover a nova arte até a sua morte em 1999.
Durante a terceira edição destes jogos, Myung Jae Nam introduziu uma outra arte, à qual chamou hankumdo.

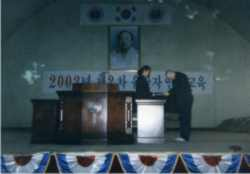
Mestre Sérgio recebendo certificado de Representante do Brasil das mãos do presidente da IHF

A IHF (International Hapkido-Hankido-Hankumdo Federation) é o órgão máximo do desta nobre arte e tem sede na Coreia do Sul.

## Hankido e Hapkido

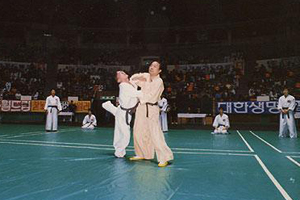
Myung Jae Nam em demonstração de hankido

A diferença entre hapkido e hankido é que o hankido é uma arte muito mais interna onde hapkido é uma arte semi-interna. Em hankido os princípios de won (圓, círculo), yu (流, água, fluidez, não resistência), e hwa (和, harmonia) são muito mais visíveis na aplicação das técnicas. Para facilitar ao praticante de hankido um maior aprofundamento nestes princípios, há três exercícios que podem ser praticados, conhecidos como sam dae wolly (삼대원리). O nome do exercício que representa o principio do círculo é jeon hwan bob (전환법), o do exercício que representa o princípio da fluidez é young nyu bob (역류법) e o que representa o princípio da harmonia se chama shim hwa bob (심화법). Este último também é conhecido como o nome do exercício do remo.
A diferença entre o aikido e o hanpkido é que no hankido as técnicas têm uma finalização, enquanto no aikido, geralmente, se dá a oportunidade ao agressor, depois de receber a técnica, fugir. Fora isso, os praticantes de hankido devem aprender um grande número de chutes.

## Técnicas
Outro aspe(c)to sem igual de hankido é que consiste em doze técnicas de autodefesa básicas (ho shin ki 호신기) que são conectadas a 24 técnicas de respiração: doze para o defensor chamado "técnicas do Céu" (Chun Ki Bub, 천기법, 天氣法) e doze técnicas para o atacante chamado "técnicas da Terra" (Ji Ki Bub, 지기법, 地氣法).
Céu e Terra são opostos entre si e assim se assemelham ao Um (Yin) e Yang chinês.
Há mais técnicas no hankido que estas doze técnicas de círculo, mas estas formam a base estável para todo praticante de hankido. "Seria melhor a treinar cada uma das técnicas mil vezes do que praticar mil técnicas só uma vez".

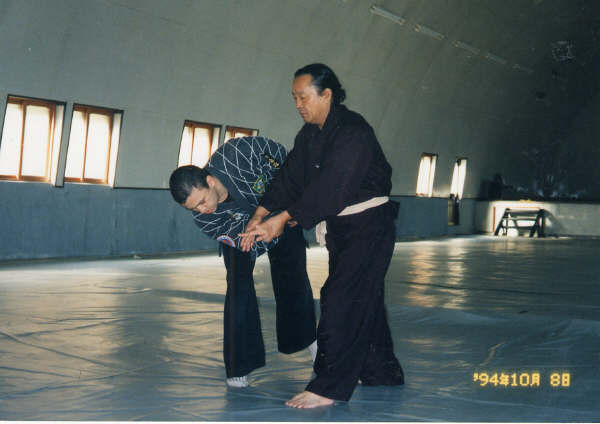
Kuksanim Myung Jae Nam em ação com o Kwandjannim Sérgio Fernandes na IHF

## Currículo
Estas são as 8 disciplinas (direções) na qual a I.H.F ensina no currículo de hankido.
1. Ho Shin Do Bup (defesa pessoal)
2. Moo Ye Do Bup (técnicas circulares e realizadas como uma dança)
3. Su Jok Do Bob (técnicas de bater)
4. Kyuk Ki Do Bob (técnicas de combate)
5. Ki Hap Do Bob (técnicas para o desenvolvimento do KI -energia interna-)
6. Byung Sool Do Bob (manejo de armas tradicionais coreanas)
7. Su Chim Do Bob (uso dos pontos de pressão)
8. Hwan Sang Do Bob (técnicas de visualização e exercícios respiratórios)

As doze técnicas de defesa pessoal básicas nas quais o currículo de hankido é construção, são chamadas:
1. Kwan Jul Ki Bub - 관절기법
2. Chi Ki Bub - 치기법
3. Sib Ja Ki Bub - 십자기법 / 十자기법
4. Nae Wae Ki Bub - 내외기법 / 內外기법
5. Kyeo Rang Ki Bub - 겨랑기법
6. Mok Kama Bub - 목감아법
7. Mok Keokki Bub - 목꺾기법
8. Oh Kae Too Bub - 어깨투법
9. Joong Pal Too Bub - 중팔투법
10. Hwae Jeon Too Bub - 회전투법
11. Pal Mok Ki Bub - 팔목기법
12. Pal Bae Ki Bub - 팔배기법

## Desenvolvimento
Depois da morte de Myung Jae Nam o desenvolvimento do hankido é responsabilidade da Jaenam Musul Won Foundation.